# NGC 1145
NGC 1145 (również PGC 10965 lub UGCA 45) – galaktyka spiralna (Sc), znajdująca się w gwiazdozbiorze Erydanu. Odkrył ją John Herschel 11 grudnia 1835 roku.